# Дебрец
Дебрец (на гръцки: Αναρράχη, Анарахи, до 1928 година Τέπρε, Тепре, до 1961 година Δέβρη, Деври, на турски: Debre, Дебрѐ) е село в Егейска Македония, Република Гърция, в дем Еордея, област Западна Македония.

## География
Селото е разположено на 710 m надморска височина, на 13 km западно от Кайляри (Птолемаида) и на 1 km от Емборе, в подножието на планината Мурик (Мурики) и Кайлярския рид.

## История
Над Дебрец има останки от две средновековни крепости – в местностите Кастри и Кула, в които са откривани монети от епохата на Комнините. В местността Фрурио има останки от средновековна църква.

### В Османската империя
В османски данъчни регистри на немюсюлманското население от вилаета Филорина от 1626 - 1627 година селото е отбелязано под името Дебри с 2 джизие ханета (домакинства). В XIX век Дебрец е смесено българо-турско село. В 1848 година руският славист Виктор Григорович описва в „Очерк путешествия по Европейской Турции“ Дебрецъ като българско село. Александър Синве („Les Grecs de l’Empire Ottoman. Etude Statistique et Ethnographique“), който се основава на гръцки данни, в 1878 година пише, че в Деврец (Devretz), Мъгленска епархия, живеят 1540 гърци. В „Етнография на вилаетите Адрианопол, Монастир и Салоника“, издадена в Константинопол в 1878 година и отразяваща статистиката на населението от 1873 година, Дебрец (Débretz) е посочено като село в Костурска каза с 450 домакинства и 600 жители мюсюлмани и 580 българи.
Златко Каратанасов, учител в Емборе от 1884 до 1887 година, пише за Дебрец:
| „ | Селото Дебрец аз го считам като една източна махала на Емборе... То отстои 10 минути от градеца. Български къщи около 1000, а повече от сто турски къщи. То е построено накаменисто място в „дебри“... Емборе е на равно място, а над емборските баири имало крепост. Когато турците превземали и покорявали тези кайлярски места откъм Дебрец викали командата „Де, бре!“, а другата команда откъм градеца викала „Инин буреа!“ и затова се нарекъл Емборе, а старото му име било Търговище... „Инин буреа“ ще рече слезте тук. | “ |

Атанас Шопов посещава Дебрец и в 1893 година пише:
| „ | Дебрец отдалеч се вижда нещо обширно с големи бели къщи, с чардаци и бели комини, казал би човек, че това е гиздав малък градец. А всъщност това е село, но село турско и богато, в което живеят няколко бейски семейства. Българските къщя са много малко... На другия ден след пристигането ми в Емборе, дойдоха от селото Дебрец двоица първенци заедно с учителя, от срещата и разговора с които останах много благодарен, защото ми се видяха хора събудени и разсъдителни. Българите в Дебрец тоже са се отказали от гръцкия владика и припознават духовното ведомство на Екзархията. | “ |

Според статистиката на Васил Кънчов („Македония. Етнография и статистика“) в 1900 година Дебрец има 740 жители българи християни и 700 жители турци.
На Етнографската карта на Битолския вилает на Картографския институт в София от 1901 година Дебрец е смесено село българи, гърци, власи и турци в Кайлярската каза на Серфидженския санджак с 260 къщи.
Според статистика на Серфидженския санджак на гръцкото консулство в Еласона от 1904 година в Деври (Δέβρη), Кайлярска каза, живеят 130 гърци и 250 турци.
В началото на XX век цялото село Дебрец е под върховенството на Българската екзархия. По данни на секретаря на екзархията Димитър Мишев („La Macédoine et sa Population Chrétienne“) в 1905 година в селото има 960 българи екзархисти и в селото функционира българско училище.
В 1910/1911 година български учител в Дебрец е Никола Апчев.
При избухването на Балканската война в 1912 година девет души от Дебрец са доброволци в Македоно-одринското опълчение.

### В Гърция
През Балканската война в селото влизат четите на Марко Иванов, Пандил Шишков, свещеникът Тръпко Карапалев и андартската чета на Кондурас, а войводите произнасят тържествени речи. Българският учител Киро Янков влиза в конфликт с андартския капитан, който е потушен от Пандил Шишков.
По време на войната в селото влизат гръцки части и след Междусъюзническата война селото попада в Гърция. Част от българското население се изселва в България. Турското население е подложено на репресии от страна на гръцката армия, а дебренецът Стерьо Апов укрива в дома си Али Салипашев, приятел на войводата Алеко Джорлев. Боривое Милоевич пише в 1921 година („Южна Македония“), че Дебре има 120 къщи славяни християни и 250 къщи турци. В 1924 година след гръцката катастрофа в Гръцко-турската война от Дебрец е изселено цялото турско население и са заселени 641 души гърци бежанци от Мала Азия. В 1928 година името на селото придобива гръцка форма Деври. Преброяванието от 1928 показва 1271 души, от които 856 гърци бежанци (214 семейства).
В документ на гръцките училищни власти от 1 декември 1941 година се посочва, че в Дебец живеят 110 семейства „българофони“ и 220 бежански семейства от Понт и Мала Азия.
След разгрома на Гърция от Нацистка Германия през април 1941 година дебречани активно се включват в българската защитна организация Охрана и след изтеглянето на германците през март 1946 година 25 души от селото са осъдени за пробългарска дейност. В 1961 година селото е прекръстено на Анарахи. След Втората световна война населението на селото намалява вследствие на емиграция отвъд океана.
Традиционно населението отглежда жито и се занимава и със скотовъдство.
| Име          | Име          | Ново име     | Ново име      | Описание                                           |
| ------------ | ------------ | ------------ | ------------- | -------------------------------------------------- |
| Кавраташ     | Καβραντάσι   | Фрурион      | Φρούριον      | връх в Мурик на ЮЮИ от Дебрец и на ЮЗ от Радунища  |
| Капуш        | Καπούς       | Агиос Йоанис | Άγιος Ιωάννης |                                                    |
| Кайлар Оваси | Καϊλάρ Όβάσι | Синорон      | Σύνορον       | местност на И от Дебрец                            |
| Сълповско    | Σουλποβίτικο | Склирон      | Σκληρόν       | местност в Мурик на Ю от Дебрец и на ЮЗ от Сълпово |
| Армутлук     | Άρμουτλούκ   | Артесиана    | Άρτεσιανά     | местност на С от Дебрец                            |
| Мело         | Μέλο         | Теотокос     | Θεοτόκος      | връх на СИ от Дебрец (746,3 m)                     |

| Година    | 1913 | 1920 | 1928 | 1940 | 1951 | 1961 | 1971 | 1981 | 1991 | 2001 | 2011 | 2021 |
| --------- | ---- | ---- | ---- | ---- | ---- | ---- | ---- | ---- | ---- | ---- | ---- | ---- |
| Население | 1414 | 1396 | 1271 | 1628 | 1519 | 1478 | 1439 | 1132 | 1151 | 1150 | 926  | 753  |

## Личности
Родени в Дебрец
- Георги Атанасов, български революционер от ВМОРО, четник на Бончо Василев[22]
- Георги Дебрели, участник в Гръцката война за независимост
- Кирил Янков (1868 – 1930), български революционер
- Филип Манолов (1879 – 1969), български общественик
- Хасан Дебрели, прочут турски разбойник

Македоно-одрински опълченци от Дебрец
- Анастас Георгиев (1885 – ?), македоно-одрински опълченец, Огнестрелен парк на МОО, Продоволствен транспорт на МОО[23]
- Вангел Г. Мишев (1876 – ?), македоно-одрински опълченец, живеещ във Варна, Продоволствен транспорт на МОО, Огнестрелен парк на МОО[24]
- Вангел Петров (1885/1890 – ?), македоно-одрински опълченец, Огнестрелен парк на МОО, Продоволствен транспорт на МОО[25]
- Диме Дорев, македоно-одрински опълченец, четата на Пандо Шишков[26]
- Рангел Атанасов (1893 – ?), македоно-одрински опълченец, Четвърта рота на Четвърта битолска дружина[27]
- Стефан Вангелов, македоно-одрински опълченец, Трета рота на Осма костурска дружина[28]
- Стефан Николов, македоно-одрински опълченец, Втора рота на Осма костурска дружина[29]
- Ташко Манолов (1871 – ?), македоно-одрински опълченец, живеещ в Бургас, Първа и Нестроева рота на Девета велешка дружина[30]
- Янко Марков, македоно-одрински опълченец, Първа рота на Девета велешка дружина, ранен на 7 ноември 1912 година[31]

Свързани с Дебрец
- Андрей Д. Пейков (р. 1939), американски бизнесмен, основател на компанията „Ниагара ботлинг“, роден в САЩ от родители от Дебрец
- Анди Пейков (Андрей Пейков младши) (р. 1974), американски бизнесмен, директор на „Ниагара ботлинг“ след 2002 г., син на Андрей Д. Пейков